# Nazionale femminile di pallavolo della Grecia
La nazionale femminile di pallavolo della Grecia è una squadra europea composta dalle migliori giocatrici di pallavolo della Grecia ed è posta sotto l'egida della Federazione pallavolistica della Grecia.

## Rosa
Segue la rosa delle giocatrici convocate per il campionato europeo 2023.
| N° | Nome                    | Ruolo | Data di nascita   | Squadra        |
| -- | ----------------------- | ----- | ----------------- | -------------- |
| 1  | Martha Anthoulī         | O     | 18 marzo 2004     | Panathīnaïkos  |
| 2  | Maria Elenī Artakianou  | L     | 21 maggio 1994    | AEK Atene      |
| 3  | Aristea Tontaï          | C     | 5 luglio 1999     | Olympiakos     |
| 4  | Anna Maria Spanou       | S     | 18 novembre 1995  | Levallois      |
| 5  | Asīmina Nikologiannī    | S     | 4 giugno 1999     | Panathīnaïkos  |
| 7  | Geōrgia Lamprousī       | C     | 27 gennaio 1993   | Olympiakos     |
| 8  | Anna Kalantatze         | C     | 18 marzo 1997     | AEK Atene      |
| 9  | Xenia Kakouratou        | L     | 16 settembre 1993 | Arīs Salonicco |
| 11 | Lamprinī Kōnstantinidou | P     | 16 settembre 1996 | AEK Atene      |
| 12 | Olga Strantzalī         | S     | 12 gennaio 1996   | PAOK           |
| 14 | Kyriakī Terzoglou       | C     | 22 novembre 2003  | PAOK           |
| 15 | Elena Baka              | S     | 15 ottobre 2001   | Düdingen       |
| 18 | Panagiōta Xanthopoulou  | P     | 21 settembre 1999 | AEK Atene      |
| 21 | Maria Tsitsigiannī      | O     | 20 novembre 2000  | Olympiakos     |

## Risultati

### Competizioni FIVB
| 1964 | non qualificata | -            |
| 1968 | non qualificata | -            |
| 1972 | non qualificata | -            |
| 1976 | non qualificata | -            |
| 1980 | non qualificata | -            |
| 1984 | non qualificata | -            |
| 1988 | non qualificata | -            |
| 1992 | non qualificata | -            |
| 1996 | non qualificata | -            |
| 2000 | non qualificata | -            |
| 2004 | 9º posto        | Convocazioni |
| 2008 | non qualificata | -            |
| 2012 | non qualificata | -            |
| 2016 | non qualificata | -            |
| 2020 | non qualificata | -            |
| 2024 | non qualificata | -            |

| 1952 | non qualificata | -            |
| 1956 | non qualificata | -            |
| 1960 | non qualificata | -            |
| 1962 | non qualificata | -            |
| 1967 | non qualificata | -            |
| 1970 | non qualificata | -            |
| 1974 | non qualificata | -            |
| 1978 | non qualificata | -            |
| 1982 | non qualificata | -            |
| 1986 | non qualificata | -            |
| 1990 | non qualificata | -            |
| 1994 | non qualificata | -            |
| 1998 | non qualificata | -            |
| 2002 | 11º posto       | Convocazioni |
| 2006 | non qualificata | -            |
| 2010 | non qualificata | -            |
| 2014 | non qualificata | -            |
| 2018 | non qualificata | -            |
| 2022 | non qualificata | -            |

### Competizioni CEV
| 1949 | non qualificata | -            |
| 1950 | non qualificata | -            |
| 1951 | non qualificata | -            |
| 1955 | non qualificata | -            |
| 1958 | non qualificata | -            |
| 1963 | non qualificata | -            |
| 1967 | non qualificata | -            |
| 1971 | non qualificata | -            |
| 1975 | non qualificata | -            |
| 1977 | non qualificata | -            |
| 1979 | non qualificata | -            |
| 1981 | non qualificata | -            |
| 1983 | non qualificata | -            |
| 1985 | 12º posto       | Convocazioni |
| 1987 | non qualificata | -            |
| 1989 | non qualificata | -            |
| 1991 | 8º posto        | Convocazioni |
| 1993 | 12º posto       | Convocazioni |
| 1995 | non qualificata | -            |
| 1997 | non qualificata | -            |
| 1999 | non qualificata | -            |
| 2001 | 12º posto       | Convocazioni |
| 2003 | non qualificata | -            |
| 2005 | non qualificata | -            |
| 2007 | non qualificata | -            |
| 2009 | non qualificata | -            |
| 2011 | non qualificata | -            |
| 2013 | non qualificata | -            |
| 2015 | non qualificata | -            |
| 2017 | non qualificata | -            |
| 2019 | 14º posto       | Convocazioni |
| 2021 | 22º posto       | Convocazioni |
| 2023 | 19º posto       | Convocazioni |

| 2009 | 7º posto        | Convocazioni |
| 2010 | 7º posto        | Convocazioni |
| 2011 | 12º posto       | Convocazioni |
| 2012 | 10º posto       | Convocazioni |
| 2013 | non qualificata | -            |
| 2014 | 8º posto        | Convocazioni |
| 2015 | 3º posto        | Convocazioni |
| 2016 | 3º posto        | Convocazioni |
| 2017 | non qualificata | -            |
| 2018 | non qualificata | -            |
| 2019 | non qualificata | -            |
| 2021 | non qualificata | -            |
| 2022 | non qualificata | -            |
| 2023 | non qualificata | -            |
| 2024 | non qualificata | -            |
| 2025 | 7º posto        | Convocazioni |

| 2018 | non qualificata | -            |
| 2019 | 3º posto        | Convocazioni |
| 2021 | non qualificata | -            |
| 2022 | non qualificata | -            |
| 2023 | non qualificata | -            |
| 2024 | non qualificata | -            |
| 2025 | non qualificata | -            |

### Competizioni zonali
| 1975 | non qualificata | -            |
| 1979 | non qualificata | -            |
| 1983 | non qualificata | -            |
| 1987 | 4º posto        | Convocazioni |
| 1991 | 3º posto        | Convocazioni |
| 1993 | 4º posto        | Convocazioni |
| 1997 | non qualificata | -            |
| 2001 | 4º posto        | Convocazioni |
| 2005 | 2º posto        | Convocazioni |
| 2009 | 4º posto        | Convocazioni |
| 2013 | 5º posto        | Convocazioni |
| 2018 | 2º posto        | Convocazioni |
| 2022 | 5º posto        | Convocazioni |